# Lityn (huyện)
Huyện Lityn (tiếng Ukraina: Літинський район, chuyển tự: Lityns’kyi raion) là một huyện của tỉnh Vinnytsia thuộc Ukraina. Huyện Lityn có diện tích 960 km², dân số theo điều tra dân số ngày 5 tháng 12 năm 2001 là 42269 người với mật độ 44 người/km2. Trung tâm huyện nằm ở Lityn.